# Bílá Bříza
Bílá Bříza (1880 Biala-Brzeza, 1890–1910 Biala-Brzoza, polsky Biała Brzoza) je malá vesnice, část obce Štěpánkovice v okrese Opava. Nachází se asi 2 km na severozápad od Štěpánkovic. V roce 2009 zde bylo evidováno 14 adres. V roce 2001 zde trvale žilo 65 obyvatel. Ačkoli je Bílá Bříza evidována jako samostatná sídelní jednotka, prakticky je propojena s vesnicí Svoboda.
Bílá Bříza leží v katastrálním území Štěpánkovice o výměře 12,53 km2.